# Carmen Contreras-Bozak
Carmen Contreras-Bozak (31 décembre 1919 - 30 janvier 2017) est la première hispanique à servir dans le Women's Army Corps (WAC), comme interprète et dans de nombreux postes administratifs.

## Seconde Guerre mondiale

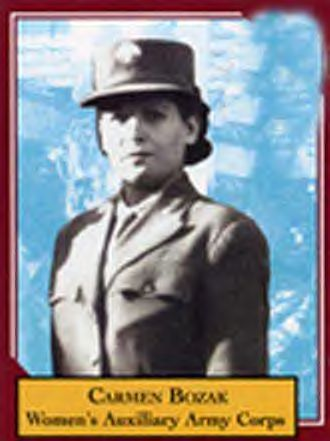
Carmen Contreras-Bozak.

Pendant la guerre, elle occupa des fonctions administratives sur le continent ou à proximité des zones de combat. Technicienne de quatrième année, elle appartint au 149e corps auxiliaire féminin de l'armée. La 149e Women's Army Auxiliary Corps (WAAC) Post Headquarters Company fut la première compagnie WAAC déployée outre-mer, en partant du port de New York pour l'Europe en janvier 1943. L'unité arriva en Afrique du Nord le 27 janvier 1943 et effectua des missions outre-mer à Alger au sein du quartier général de théâtre du général Dwight D. Eisenhower. 